# Botshol
Botshol este o arie protejată (arie specială de conservare — SAC, sit de importanță comunitară — SCI) din Țările de Jos întinsă pe o suprafață de 218 ha, integral pe uscat.

## Localizare
Centrul sitului Botshol este situat la coordonatele 52°15′08″N 4°55′33″E / 52.2522°N 4.9257°E.

## Înființare
Situl Botshol a fost declarat sit de importanță comunitară în iulie 1998 pentru a proteja 2 specii de animale. Situl a fost protejat și ca arie specială de conservare în septembrie 2013.

## Biodiversitate
Situată în ecoregiunea atlantică, aria protejată conține 7 habitate naturale: Ape puternic oligomezotrofe cu vegetație bentonică cu Chara spp., Lacuri eutrofice naturale cu vegetație de tip Magnopotamion sau Hydrocharition, Liziere de ierburi înalte hidrofile de câmpie și de nivel montan până la alpin, Fânețe de joasă altitudine (Alopecurus pratensis, Sanguisorba officinalis), Mlaștini turboase de tranziție și turbării mișcătoare, Mlaștini calcaroase cu Cladium mariscus și specii de Caricion davallianae, Mlaștini împădurite.
La baza desemnării sitului se află mai multe specii protejate:
- mamifere (1): liliac de iaz (Myotis dasycneme)
- pești (1): zvârluga (Cobitis taenia)